# 桂宥子
桂 宥子（かつら ゆうこ、1947年6月29日 - ）は、日本の英米児童文学研究者、岡山県立大学名誉教授。

## 経歴
東京生まれ。港区立氷川小学校卒。翻訳家の矢崎源九郎の家によく遊びに行き、矢崎滋は幼馴染。1970年立教大学文学部英米文学科卒業。トロント公共図書館「少年少女の家」司書を務め、73年帰国、トロントで知り合った仏教学者の桂紹隆と結婚。1975年立教大学大学院文学研究科博士課程満期退学。山陽女子短期大学講師、岡山県立大学助教授、教授。岡山県立大学名誉教授。1993年カナダ首相出版賞受賞。ルーシー・モード・モンゴメリの日記を翻訳した。

## 著書
- 『アリス紀行 : 不思議の国オックスフォード』東京図書 1994 ISBN 978-4489004483
- 『理想の児童図書館を求めて : トロントの「少年少女の家」』中公新書 1997 ISBN 978-4121013859
- 『L.M.モンゴメリ』KTC中央出版 現代英米児童文学評伝叢書 2003 ISBN 978-4877582647

### 共編著
- 『たのしく読める英米児童文学 : 作品ガイド120』本多英明,小峰和子共編著 ミネルヴァ書房〈シリーズ・文学ガイド〉 2000 ISBN 978-4623031566
- 『はじめて学ぶ英米児童文学史』牟田おりえ共編著 ミネルヴァ書房〈シリーズ・はじめて学ぶ文学史〉 2004 ISBN 978-4623038503
- 『英米児童文学の黄金時代 : 子どもの本の万華鏡』高田賢一,成瀬俊一共編著 ミネルヴァ書房〈Minerva英米文学ライブラリー〉 2005 ISBN 978-4623043583
- 『たのしく読める英米の絵本 : 作品ガイド120』編著 ミネルヴァ書房〈シリーズ・文学ガイド〉 2006 ISBN 978-4623045433
- 『赤毛のアン』白井澄子共編著 ミネルヴァ書房〈シリーズもっと知りたい名作の世界〉 2008 ISBN 978-4623050529
- 『はじめて学ぶ英米絵本史』編著 ミネルヴァ書房〈シリーズ・はじめて学ぶ文学史  2011 ISBN 978-4623057856

### 翻訳
- 『ちいさいケーブルカーのメーベル』バージニア・リー・バートン著 石井桃子共訳 ペンギン社 1980 ISBN 978-4892740114
- 『ブッダの生涯』H.サダーティッサ著 桂紹隆共訳 立風書房 1984 ISBN 978-4651770079
- 『L.M.モンゴメリの日記 1』M.ルビオ, E.ウォータストン編 篠崎書林 1990 ISBN 978-4784104819
- 『赤毛のアンのクックブック』ケイト・マクドナルド著 バーバラ・ディレラ插絵 東京図書 1991 ISBN 978-4489003622
- 『娘たちのマザーグース』メアリー・アネット・ラッセル文 ケイト・グリーナウェイ絵 吉田新一共訳 立風書房 1993 ISBN 978-4651112039
- 『野生の一族 : ロバーツ動物記』チャールズ・G・D・ロバーツ著 立風書房 1993 ISBN 978-4651930091
- 『モンゴメリ日記 十九歳の決心』メアリー・ルビオ,エリザベス・ウォータストン編（以下同）立風書房 1995 ISBN 978-4651127057
- 『モンゴメリ日記 1(1889-1892) プリンス・エドワード島の少女』立風書房 1997 ISBN 978-4651127071
- 『モンゴメリ日記 愛、その光と影 1897～1900』立風書房 1997 ISBN 978-4651127064
- 『レッド・フォックス : カナダの森のキツネ物語』チャールズ・G・D・ロバーツ著 福音館書店 2015年 ISBN 978-4834082050